# Chaldon Herring
Chaldon Herring är en ort och civil parish i Storbritannien.   Den ligger i kommunen Dorset och riksdelen England, i den södra delen av landet, 180 km sydväst om huvudstaden London. Chaldon Herring ligger 57 meter över havet och antalet invånare är 140.
Terrängen runt Chaldon Herring är huvudsakligen platt, men åt sydväst är den kuperad. Havet är nära Chaldon Herring åt sydväst.  Närmaste större samhälle är Weymouth, 12,2 km väster om Chaldon Herring. 